# Oxypleurodon annulatum
Oxypleurodon annulatum is een krabbensoort uit de familie van de Epialtidae. De wetenschappelijke naam van de soort is voor het eerst geldig gepubliceerd in 2009 door Richer de Forges & Ng.